# ناحیه ودرزفیلد، شهرستان هنری، ایلینوی
ناحیه ودرزفیلد (به انگلیسی: Wethersfield Township) یک منطقهٔ مسکونی در ایالات متحده آمریکا است که در شهرستان هنری، ایلینوی واقع شده‌است. ناحیه ودرزفیلد ۲۵۰ متر بالاتر از سطح دریا واقع شده‌است.